# Christiane Florin

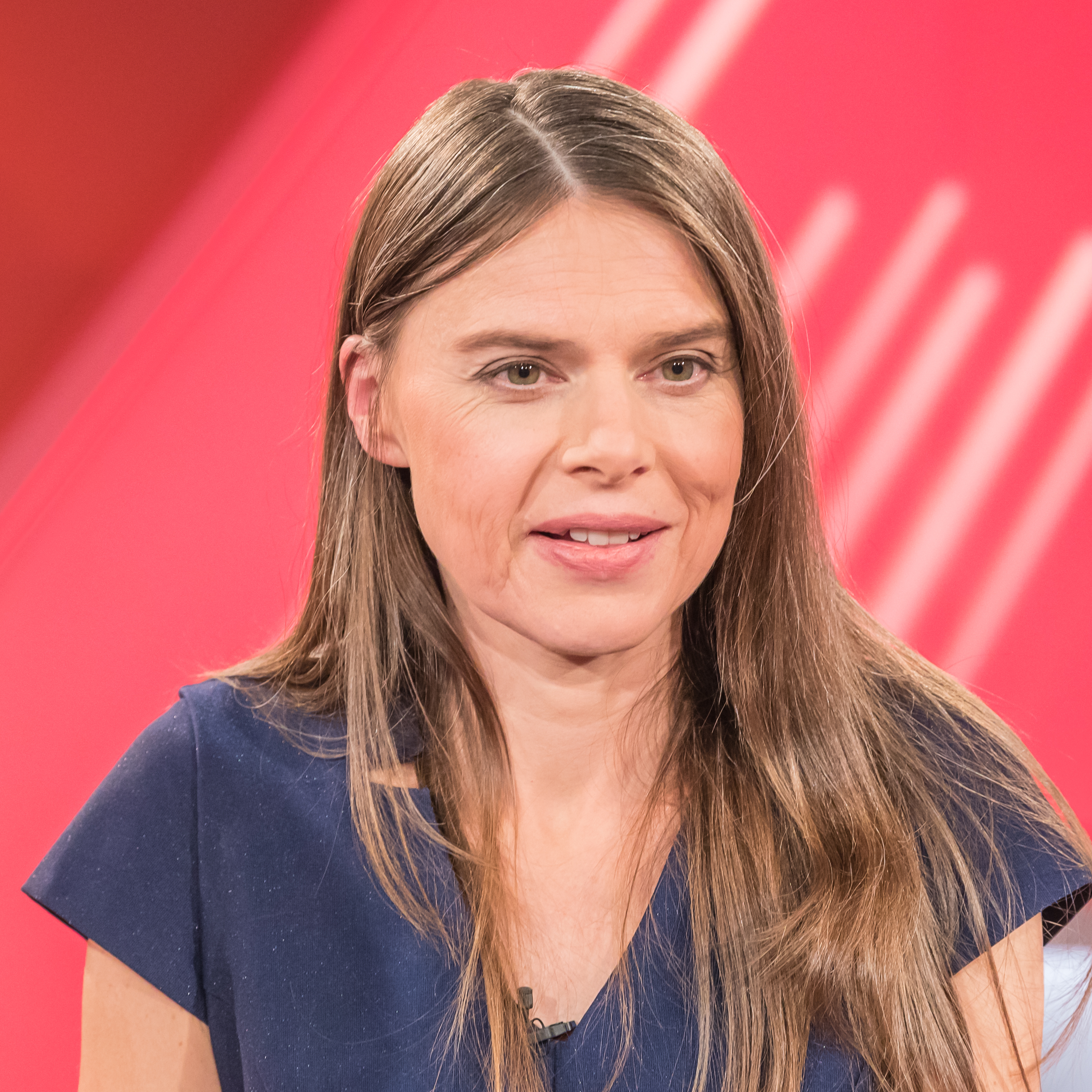
Christiane Florin (2018)

Christiane Florin (* 1968 in Troisdorf) ist eine deutsche Journalistin und Autorin.

## Leben
Nach dem Abitur an einem Gymnasium in katholischer Trägerschaft studierte Florin von 1987 bis 1993 Politikwissenschaft, Neuere Geschichte und Musikwissenschaft an der Rheinischen Friedrich-Wilhelms-Universität Bonn und dem Institut d’études politiques de Paris (Sciences Po) in Paris. Das Studium beendete sie als Magistra Artium (M.A.). Anfang der 1990er Jahre arbeitete sie Hans-Helmuth Knütter zum Forschungsthema Antifaschismus zu. 1996 wurde sie in Bonn bei Knütter mit einer Dissertation über Philippe Pétain und Pierre Laval zum Dr. phil. promoviert.
Von 1993 bis 1996 war Florin für die Pressestelle der Vertretung der Europäischen Kommission tätig. Von 1996 an arbeitete sie für die christlich ausgerichtete Wochenzeitung Rheinischer Merkur. Ab 2007 leitete sie das Feuilleton dieser Zeitung, die im Dezember 2010 als Beilage Christ und Welt der Wochenzeitung Die Zeit fortgeführt wurde. Florin war bis Ende 2015 Redaktionsleiterin bei Christ und Welt. Von Januar 2016 bis Oktober 2023 gehörte sie der Redaktion „Religion und Gesellschaft“ beim Deutschlandfunk (DLF) an. Ihre letzte Sendung in der DLF-Reihe Tag für Tag moderierte sie am 31. Oktober 2023. Zum November 2023 wechselte sie in die Kulturredaktion des DLF. Seit 15. Februar 2024 ist sie Leiterin der neuen Abteilung „Kultur aktuell“ und verantwortet die aktuelle Kulturberichterstattung der Deutschlandradio-Programme.
Darüber hinaus ist sie als freie Autorin tätig. Sie verfasste mehrere Bücher und Beiträge in verschiedenen Medien. Ihre Kommentare bei Christ & Welt wurden 2014 durch die Fachzeitschrift Medium Magazin gewürdigt. Sie war wiederholt Gast zu kirchlichen und christlich-religiösen Themen, unter anderem im ZDF, bei der ARD-Talkshow Günther Jauch und beim Presseclub des WDR.
Im Mai 2017 veröffentlichte Florin die Streitschrift Der Weiberaufstand. Warum Frauen in der katholischen Kirche mehr Macht brauchen. Im Juni 2017 eröffnete sie eine Webseite mit derselben Titelagenda, auf der die Debatte über dieses Thema dokumentiert wird. Den Blog zu Kirchenfragen führt sie auch nach ihrem Ausscheiden aus der Redaktion „Religion und Gesellschaft“ des Deutschlandfunks fort.
Florin war am Institut für Politische Wissenschaft und Soziologie der Universität Bonn Lehrbeauftragte für Medienpolitik und Medienkultur. Ihre Erfahrungen dort verarbeitete sie in dem 2014 als Buch erschienenen Essay Warum unsere Studenten so angepasst sind.

## Persönliches
Florin ist verheiratet und hat zwei Kinder. Im April 2020 sagte sie, sie sei „keine regelmäßige Kirchgängerin mehr“; sie wirke aber immer als Musikerin bei der Feier der Osternacht mit. Im Oktober 2022 ist Florin aus der römisch-katholischen Kirche ausgetreten.

## Schriften (Auswahl)
- Philippe Pétain und Pierre Laval. Das Bild zweier Kollaborateure im französischen Gedächtnis. Ein Beitrag zur Vergangenheitsbewältigung in Frankreich von 1945 bis 1995 (= Europäische Hochschulschriften, 31). Lang, Frankfurt am Main 1997, ISBN 3-631-31882-0 (Zugl.: Bonn, Univ., Diss., 1996).
- mit Eberhard Schockenhoff: Gewissen. Eine Gebrauchsanweisung. Herder, Freiburg im Breisgau 2009, ISBN 978-3-451-30118-6.[14]
- als Herausgeberin: Vitamin K. Warum wir die katholische Kirche brauchen. Herder, Freiburg im Breisgau 2012, ISBN 978-3-451-32472-7 (Interviews mit Robert Zollitsch und Alois Glück).
- Warum unsere Studenten so angepasst sind. Rowohlt, Reinbek bei Hamburg 2014, ISBN 978-3-499-61741-6.
- Die Ehe. Ein riskantes Sakrament. Kösel, München 2016, ISBN 978-3-466-37154-9.
- Der Weiberaufstand. Warum Frauen in der katholischen Kirche mehr Macht brauchen. Kösel, München 2017, ISBN 978-3-466-37191-4.
- Trotzdem! Wie ich versuche, katholisch zu bleiben. Kösel-Verlag, München 2020, ISBN 978-3-466-37255-3.
- Keinzelfall. Wie Heinz ein katholisches Heim überlebte. Patmos, Ostfildern 2025, ISBN 978-3-8436-1509-9. Dazu der ausführliche Beitrag von Ebba Hagenberg-Miliu: ""Ich habe neues Fleisch für dich" / Wie  ein  kleiner Junge ein katholisches Kinderheim überlebte / Die Bonnerin Christiane Florin erzählt in ihrem Buch "Keinzelfall" vom Missbrauch in den 60er und 70 Jahren." In: General-Anzeiger (Bonn) vom 5./6. Juli 2025, Journal S. 2.[15][16]

## Auszeichnungen
- 2001: Ernst-Robert-Curtius-Förder-Preis für Essayistik[17]
- 2019: Maria-Grönefeld-Preis der Maria-Grönefeld-Stiftung
- 2023: Walter-und-Marianne-Dirks-Preis[18]